# Dmítrivka (Crimea)
|  | Per a altres significats, vegeu «Dmítrivka». |

Dmítrivka (en (ucraïnès): Дмитрівка) és un poble de la República Autònoma de Crimea a Ucraïna, que el 2014 tenia 555 habitants. Pertany al districte rural de Djankoi.